# Цона Манули (Латина)
Цона Манули је насеље у Италији у округу Латина, региону Лацио.
Према процени из 2011. у насељу је живело 33 становника. Насеље се налази на надморској висини од 6 м.